# يوسف محمد عمر
يوسف محمد عمر (مواليد 4 يونيو 1994) هو لاعب كرة قدم نيجري من مواليد السعودية.
لعب في نادي الجيل ونادي الحزم ونادي الوشم.

## روابط خارجية
- يوسف محمد عمر على موقع قاعدة بيانات كرة القدم.إي يو (الإنجليزية)
- يوسف محمد عمر على موقع Soccerway.com (الإنجليزية)
- يوسف محمد عمر على موقع كووورة